# Bourrée i e-mol
"Bourrée i e-mol" er et populært musikstykke skrevet for lut af Johann Sebastian Bach mellem 1708 og 1717. Stykket udgør den femte sats i Suite i e-mol for lut, BWV 996 (BC L166). Stykket er meget populært blandt guitarister.
En bourrée var en dans, der opstod i Frankrig. Selvom den var populær som selskabsdans og blev brugt i teaterballetter i Ludvig 14. af Frankrigs regeringstid, blev dette musikstykke ikke skrevet som dansemusik. Ikke desto mindre er nogle af elementerne i dansen inkorporeret i stykket. 
Bach skrev sine stykker for lut i et traditionelt partitur snarere end i det særlige tabulatur, som ellers ofte blev anvendt til musik for lut og andre strengeinstrumenter. Nogle mener, at Bach spillede sine lutstykker på tangenterne på et klaviatur. Der kendes ikke noget originalt manuskript til Suite i e-mol for lut af Bach. Men i samlingen af en af Bachs elever, Johann Ludwig Krebs, er der ét stykke ("Praeludio – con la Suite da Gio: Bast. Bach"), hvor der er skrevet "aufs Lauten Werck" ("for lut-cembalo") med uidentificeret håndskrift. Nogle hævder, at på trods af denne reference var det meningen, at stykket skulle spilles på lut. Andre hævder, at da stykket blev skrevet i e-mol, ville det være uforeneligt med barokkens lut, som var stemt i d-mol. Ikke desto mindre kan det spilles med andre strengeinstrumenter som guitar, mandola eller mandocello, og det er især kendt blandt guitarister. Tempoet i stykket er ret hurtigt og jævnt. Det demonstrerer også kontrapunkt, da de to stemmer bevæger sig uafhængigt af hinanden og anvender en binær form.

## Brug i anden klassisk musik
Robert Schumann citerer de første 14 toner af dette mindeværdige tema (transponeret til g-mol) i #3 af Op. 60, 6 Fuger på B–A–C–H, hvor han elegant kombinerer det med BACH-motivet. Der ser også ud til at være et ekko af denne reference i den næste fuga, #4.

## Jethro Tulls version
Jethro Tull brugte den første del (de første otte takter) af stykket i det tredje nummer i deres album Stand Up fra august 1969, "Bourée", som også blev udgivet som single samme år. Andre versioner af det samme nummer vises på The Jethro Tull Christmas Album, A Little Light Music og 25th Anniversary Box Set. Bandet har desuden spillet det ved mange livekoncerter. 
I april 2011 blev en del af nummeret spillet i verdens første fløjteduet mellem rummet og jorden,  da Ian Anderson på turné i Perm i Rusland og astronauten og amatørfløjtespilleren Catherine Coleman, der kredsede om jorden i Den Internationale Rumstation, hver fremførte stykket. Duetten fandt sted for at markere 50-årsdagen for udsendelsen af den første person i rummet (den sovjetiske kosmonaut Jurij Gagarin i 1961).